# Sony Music Entertainment Japan
Sony Music Entertainment Japan, más conocido en el mundo de la música por su abreviación SMEJ, es la extensión, en Japón, de la compañía disquera de Sony. Es una de las compañías que tiene a los artistas más populares y pedidos entre el público japonés, junto con su más directo rival Avex Trax, y aloja a artistas de todos los estilos, en especial, apoya a jóvenes artistas que prueban suerte en sus carreras como cantantes y ha logrado grandes éxitos, como Satoshi Tomiie, Orange Range, Mika Nakashima o Ken Hirai. SMEJ es una empresa independiente de la compañía disquera global Sony BMG Music Entertainment.

## Artistas
Artistas o grupos que pertenecen o que pertenecieron a SMEJ.

### A
- Access
- ACO
- Aiha Higurashi
- Ami Suzuki
- Angela Aki
- Antic Cafe
- Anzenchitai
- Asami Isawa
- Asian Kung-Fu Generation
- Aqua Timez

### B
- B@by Soul
- Babystars, The
- Beat Crusaders
- Bird
- Bluem Of Youth
- Boom Boom Satellites
- Boom, The
- The Brilliant Green
- Brown eyed girl

### C
- Chemistry
- Crystal Kay
- Chatmonchy
- ClariS
- Cö Shu nie

### D
- Daishin Kashimoto

- Doping panda
- Depapede
- DJ Krush
- DJ Tasaka

### E
- Eir Aoi

### F
- FLOW
- Fumiya Fuji

### G
- Gaijin a Go-Go
- Goku
- Gospellers, The
- Guitar Wolf

### H
- Hajime Shitose
- Hekiru Shiina
- High and Mighty Color
- Hiraka wa Chii Tchome
- Hitomi Takahashi
- Home Made Kazoku
- Hyde

### I
- I Wish
- Ikimonogakari
- Inori Minase

### J
- Jake Shimabukuro
- Judy & Mary
- Jùjú
- Junpei Shiina
- Joe Inoue

### K
- K
- Kalafina
- Kanon Wakeshima
- Kazami
- Keiko Lee
- Ken Ishii
- Ken Hirai
- Kenshi Yonezu
- King Ghidorah
- Kōdō
- Koinu
- Koji Tamaki

### L
- Little By Little
- L'Arc~en~Ciel
- Leyona
- Lily Chou-Chou
- Ling Tosite Sigure
- Lyrico

### M
- Maboroshi
- Mai Hoshimura
- Masaaki Fujioka
- Mayu Kitaki
- Michelle
- Michi
- Michico
- Mika Nakashima
- Mikiko
- Miliyah Kato
- Miss Monday
- Miyu Nagase
- Mondo Grosso

### N
- Nami Tamaki
- Nanae Mimura
- Nana Kitade
- Natural High
- Nmixx (Ahora bajo Sacra Music)
- NiziU
- nobodyknows+
- Nobuchika Eri
- nishino kana
- Nu'est

### O
- Orange Range
- ON/OFF

### P
- Pushim
- Polysics
- Porno Graffitti
- Puffy
- Utatane Piko

### Q
Queen Bee

### R
- Rhymester
- Rie Fu
- Rina Chinen
- RIZE
- Rovo
- Ryōta Komatsu
- Rythem
- ROOKiEZ is PUNK'D

### S
- Saki Kubota (1979-1984)
- Satoshi Tomiie
- Sayaka
- Secret
- Seamonator & DJ Taki-Shit
- Seiko Matsuda
- Scandal (banda japonesa)
- Skoop On Somebody
- Soña
- Soul'd Out
- SID
- Soulhead
- Sound Track
- Sowelu
- Spin Aqua
- Stereopony
- Stray Kids
- Suiteisho-Jo
- Sunbrain
- Supercar
- Sukima Switch
- SPYAIR
- Shuka Saito

### T
- T-Square
- T.M. Revolution
- Takkyu Ishino
- Tamio Okuda
- Taro Hakase
- 10.000 Promises
- Tetsu69
- 3.6MILK
- TiA
- Toko Furuuchi
- Toku
- Tommy February6
- Tommy Heavenly6
- Toshinobu Kubota
- Tube
- The Gazette
- Tk from Ling Tosite Sigure

### U
- Uncoloured, The
- UVERworld
- uff

### V
- ViViD

### X
- X Japan

### Y
- YeLLOW Generation
- YKZ
- YMO
- Yoshida Brothers
- Yoshinori Sunahara
- Yui
- Yuna Itō
- Yuki Isoya
- Yukihiro

### Z
- Zone

### Otro
- 2PM